# Trypogeus pygmaeus

Trypogeus pygmaeus (лат.) — вид жуков-усачей рода Trypogeus из подсемейства Dorcasominae. Юго-Восточная Азия: Вьетнам.

## Описание
Среднего размера жуки-усачи (длина самцов 7,5 мм, ширина в плечах 2,35 мм), желтовато-коричневого цвета. По признакам самцов этот новый вид особенно похож на Trypogeus superbus и Trypogeus gressitti, но очень чётко отличается от обоих значительно более выпуклыми и более развитыми глазами, более короткими щеками, скульптурой покровов и отчетливо менее развитыми щетинками субментума, несколько более длинные усики, окраска лапок, включая последний членик, в целом более светлая окраска тела, усиков и ног, а также меньшего размера тело. Кроме того, T. pygmaeus отличается от первого вида более контрастной окраской основания надкрылий и остальной их части (в этом отношении напоминает T. gressitti), а от второго вида — менее резким вдавлением перед диском у основания переднеспинки. Вид был впервые описан в 2018 году российским энтомологом Александром Ивановичем Мирошниковым (Сочинский национальный парк, Сочи, Краснодарский край, Россия) по материалам из Вьетнама.